# Фернандо II
Фернандо II Католикът (на испански: Fernando de Aragón „el Católico“, на каталонски: Ferran d'Aragó „el Catòlic“; * 10 март 1452; † 23 януари 1516) е крал на кралства Сицилия (1468 – 1516), Арагон (1479 – 1516), Неапол (1504 – 1516) и Навара (1512 – 1516). Като съпруг на Исабела Кастилска носи титлата „крал на Кастилия“ (1474 – 1504). През 1508 – 1516 г. е регент на Кастилия, управлявайки от името на дъщеря си Хуана Кастилска. Бракът с Исабела става основа за създаването на обединена Испания.

## Произход
Фернандо II е роден на 10 март 1452 г. в Сос в семейството на крал Хуан II Арагонски и втората му съпруга Хуана Енрикес.

## Биография

### Династическа уния между Кастилия и Арагон
През 1469 г. (когато баща му Хуан II Арагонски е още жив), Фернандо се жени за Исабела, тогава принцеса на Кастилия. След смъртта на нейния брат Енрике IV през 1474 г. той започва гражданска война за кастилската корона, тъй като освен Исабела към нея има претенции и дъщерята на Енрике Хуана, подкрепяна от майка си Жуана Португалска и нейния брат Афонсу V (чичо и съпруг на Хуана от 1475). В решителната битка при Торо на 1 март 1476 г. побеждават кастилците. Войната между поддръжниците на Исабела и Хуана приключва окончателно с договора от Алкасоваш от 1479 г. с признаването на Исабела за кралица на Кастилия. Така Фернандо и Исабела застават в династична уния начело на двете най-силни кралства на полуострова – Арагон и Кастилия.
При управлението на Фернандо и Исабела с превземането на Гранада на 2 януари 1492 г. е ликвидирано последното мюсюлманско владение на Пиренейския полуостров – султанатът на Гранада и завършва насилствената християнизация на мюсюлманите и евреите в страната, което донася на двамата прозвището Католическите крале.
Фернандо II умира на 23 януари 1516 г. в Мадригалехо и е наследен от дъщеря си Хуана Лудата, която управлява заедно със своя син Карлос I (или Карл V).

## Брак и потомство
Жени се два пъти.
∞ 1. 9 октомври 1469, Валядолид, за Исабела Кастилска, от която има 5 деца:
- Изабела Арагонска (1470 – 1498), чрез брак кралица на Португалия; ∞ 1. за инфант Алфонсо Португалски (1475 – 1491), от когото няма деца 2. за неговия чичо Мануел I Португалски, следващ престолонаследник, от когото има 1 син
- Хуан Арагонски (1479 – 1497), принц на Астурия (1478 – 1497) ∞ 1497 за Маргарита Австрийска (1480 – 1530), от която има 1 мъртвороден син
- Хуана Лудата (1479 – 1555), принцеса на Астурия, чрез брак кралица на Кастилия (1504–1555) и на Арагон (1516–1555), ∞ 1496 за Филип I Красиви, брат на Маргарита Австрийска (това са двойни бракове), от когото има 6 деца.
- Мария Арагонска (1482 – 1517), чрез брак кралица на Португалия; след смъртта на сестра си Исабела ∞ за Мануел I Португалски, от когото има 10 деца.
- Катерина Арагонска (1485 – 1536), чрез брак кралица на Англия, ∞ 1. 1501 за Артър, принц на Уелс (1486 – 1502), от когото няма деца, 2. 1509 за неговия брат Хенри VIII Тюдор, крал на Англия, от когото има 6 деца, но повечето умират при раждането и жива остава само Мери, по-късно Мери I Тюдор

∞ 2. след смъртта на Исабела, с която живее 35 години, през 1506 година 54-годишният Фернандо се жени за Жермен дьо Фоа, 18-годишната дъщеря на Виконта на Навара. Династия Трастамара се пресича, отстъпвайки място на Хабсбургите; имат един син:
- Хуан де Арагон и де Фоа (* 1509)

Има 4 извънбрачни деца.
От Алдонса Руис де Иборе и Алемани има един син:
- Алфонсо (1470 – 1520), архиепископ на Сарагоса и Валенсия, регент на арагонската корона (1517 – 1520)

От Хуана Николау има една дъщеря:
- Хуана (1471 – пр. 1522), ∞ Бернардино Фернандес де Веласко (1451-1512), херцог на Фриас.

От Тода ди Лареа има една дъщеря:
- Мария (? – 1535), монахиня в Мадригалехо

От .... Перейра има една дъщеря:
- Мария (? – 1548), монахиня в Мадригалехо